# Спонка
Спонка (бел. Спонка) — река в Белоруссии, протекает по территории Гомельской области, левый приток реки Сож. Длина реки — 23 км, площадь водосборного бассейна — 218 км², средний наклон водной поверхности 1,1 ‰.
Река берёт начало у деревни Борьба в 15 км к северо-востоку от города Ветка. Верховья находятся в Ветковском районе, затем река перетекает в Добрушский район, а в низовьях возвращается в Ветковский. Генеральное направление течения — юго-запад и запад.
Русло на протяжении 4,7 км от истока и 14,4 км от деревни Млынок до деревни Тарасовка канализировано. Именованных притоков не имеет, принимает сток из мелиоративных каналов. Берега почти на всём протяжении безлесые. Спонка протекает сёла и деревни Борьба, Сивинка, Попсуевка, Млынок, Дубовый Лог, Леонтьево, Тарасовка.
Впадает в Сож в 1 км к западу от деревни Рудня-Споницкая.